# Ерік Максім Шупо-Мотінг
Ерік Максім Шупо-Мотінг (нім. Eric Maxim Choupo-Moting, нар. 23 березня 1989, Гамбург) — німецько-камерунський футболіст, центральний нападник мюнхенської «Баварії» та національної збірної Камеруну.

## Клубна кар'єра
Ерік Максім Шупо-Мотінг з'явився на світ у Гамбурзі. Його батько — камерунський баскетболіст, а мама народилася і виросла в Німеччині. Молодий хавбек займався футболом у «Тевтонії 05», «Алтоні 93» й «Санкт-Паулі». 2004 року у віці п'ятнадцяти років його помітили скаути «Гамбурга» і покликали в команду.
У дорослому футболі дебютував 2006 року виступами за другу команду «Гамбурга». В основній команді в Бундеслізі дебютував 11 серпня 2007 року у матчі проти «Ганновера», вийшовши на 69-ій хвилині заміну замість Мохаммеда Зідана. Той матч закінчився перемогою «Гамбурга» з рахунком 1:0.
Протягом сезону 2009–10 років на правах оренди захищав кольори «Нюрнберга». За «Нюрнберг» дебютував 12 вересня 2009 року в матчі проти менхенгладбахської «Боруссії», який закінчився з рахунком 1:0. Ерік вийшов на заміну на 63-їй хвилині замість Даріо Відошіча.
До складу клубу «Майнц 05» приєднався 18 травня 2011 року на правах вільного агента, підписавши трирічний контракт. За клуб з Майнца відіграв 74 матчів у національному чемпіонаті.
У 2014 році перейшов на правах вільного агента до «Шальке 04», де провів три роки. У сезоні 2017/18 виступав за англійський «Сток Сіті», знову перейшовши до клубу як вільний агент.
З 31 серпня 2018 виступає за «Парі Сен-Жермен», підписавши з клубом дворічний контракт як вільний агент. Протягом першого сезону був переважно запасним гравцем, найчастіше виходячи на заміну наприкінці матчів.

## Виступи за збірні
2007 року дебютував у складі юнацької збірної Німеччини, взяв участь у 5 іграх на юнацькому рівні, відзначившись 4 забитими голами.
Протягом 2009–2010 років залучався до складу молодіжної збірної Німеччини. На молодіжному рівні зіграв у 5 офіційних матчах, забив 2 голи.
Незважаючи на це на рівні національних збірних вирішив виступати за збірну своєї історичної батьківщини і 5 червня 2010 року дебютував в офіційних матчах у складі національної збірної Камеруну.
У складі збірної був учасником чемпіонату світу 2010 року у ПАР, чемпіонату світу 2014 року у Бразилії та чемпіонату світу 2022 року у 
Катарі.
Наразі провів у формі головної команди країни 72 матчі, забивши 20 голів.

## Титули і досягнення
- Чемпіон Франції (2):

«Парі Сен-Жермен»: 2018-19, 2019-20
- Володар Суперкубка Франції (1):

«Парі Сен-Жермен»: 2019
- Володар Кубка Франції (1):

«Парі Сен-Жермен»: 2019-20
- Володар Кубка французької ліги (1):

«Парі Сен-Жермен»: 2019-20
- Переможець Кубка Інтертото (1):

«Гамбург»: 2007
- Переможець Клубного чемпіонату світу (1):

«Баварія»: 2020
- Чемпіон Німеччини (3):

«Баварія»: 2020-21, 2021-22, 2022-23
- Володар Суперкубка Німеччини (2):

«Баварія»: 2021, 2022
- Бронзовий призер Кубка африканських націй: 2021